# Les Travaux et les Jours (film)
Pour le poème grec, voir Les Travaux et les Jours.
Pour plus de détails, voir Fiche technique et Distribution.
Les Travaux et les Jours (The Works and Days (of Tayoko Shiojiri in the Shiotani Basin)) est un film coproduit par les États-Unis, la Suède, le Japon et le Royaume-Uni ; réalisé par Anders Edström et C. W. Winter et sorti en 2020. Le film a une durée totale de 8 heures.

## Synopsis
Durant quatorze mois, le film suit la vie de Tayoko, agricultrice dans les montagnes de la préfecture de Kyoto.

## Fiche technique
- Titre : Les Travaux et les Jours
- Titre original : The Works and Days (of Tayoko Shiojiri in the Shiotani Basin)
- Réalisation : Anders Edström et C. W. Winter
- Scénario : C. W. Winter et Tayoko Shiojiri
- Photographie : Anders Edström
- Montage : C. W. Winter
- Production : Anders Edström et Wang Yue
- Société de production : General Asst. et Silver Salt Films
- Société de distribution : Capricci Films (France)
- Pays :  États-Unis,  Suède,  Japon et  Royaume-Uni
- Genre : Drame
- Durée : 480 minutes
- Dates de sortie : 
  - États-Unis : 27 février 2020 (Berlinale)
  - France : 22 juin 2022

## Distribution
- Tayoko Shiojiri : Tayoko
- Hiroharu Shikata : Hiroharu
- Ryō Kase : Ryo Sasaki
- Mai Edström : Mai
- Kaoru Iwahana : Junji
- Jun Tsunoda : Kagawa
- Masahiro Motoki : NPC

## Distinctions
Le film a remporté le prix de la section Encounters lors de la Berlinale 2020 et le prix One + One du Festival du film de Belfort - Entrevues pour son volet sonore.